# Die Abenteuer des Grafen Bobby
Die Abenteuer der Grafen Bobby è un film austriaco del 1961 diretto da Géza von Cziffra. É il primo dei tre film della saga Count Bobby.

## Trama
Il conte Bobby von Pinelski assume l'identità e gli abiti della zia malata perché hanno un disperato bisogno di soldi per accompagnare Mary Piper, una ricca ereditiera americana, nel suo viaggio attraverso l'Europa. 